# Ntim
Ntim est une localité du Cameroun située dans le département du Donga-Mantung et la Région du Nord-Ouest, à proximité de la frontière avec le Nigeria. Elle fait partie de la commune de Nwa et du canton de Yamba.

## Population
En 1970 la localité comptait 1 292 habitants, des Yamba.
Lors du recensement de 2005, on y a dénombré 1 849 personnes.